# Kiemgetal

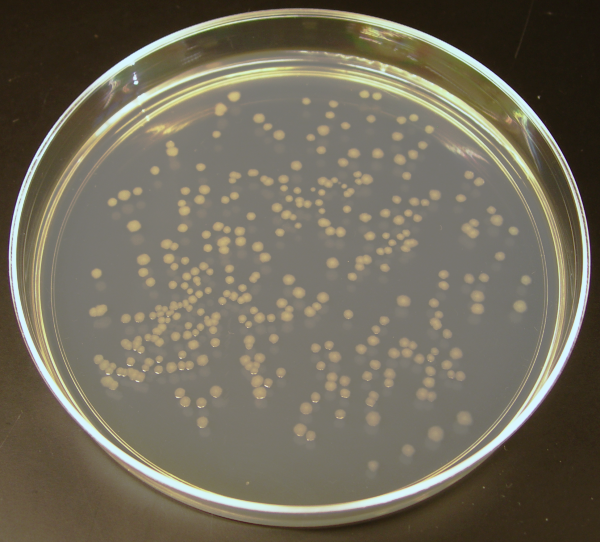
Een telbaar aantal kolonies van Escherichia coli op een agarplaat

Het kiemgetal, ook wel kolonievormende eenheid (Engels: colony-forming unit of cfu), is een maat voor het aantal levende bacteriekiemen dat zich in een onderzoeksmonster bevindt. Het wordt vaak uitgedrukt als het aantal kolonievormende micro-organismen per milliliter. 
Om het kiemgetal te bepalen wordt een verdunning van een bacteriecultuur opgegroeid tot er een discreet aantal kolonies zijn gevormd, die vervolgens met de hand of via een automatisch programma worden geteld. Uitgangspunt bij deze bepaling is dat één micro-organisme één kolonie veroorzaakt. De eenheid kan ook voor schimmelculturen worden gebruikt.

## Principe
Het kiemgetal kan worden bepaald door een klein beetje van het te onderzoeken product op een petrischaal met een selectieve voedingsbodem aan te brengen en bij bepaalde temperaturen, afhankelijk van de te verwachten bacteriesoort, weg te zetten. Na een aantal dagen worden de gevormde kolonies geteld. Elke levende bacteriekiem heeft dan namelijk een kolonie gevormd.
Als er veel bacteriën aanwezig zijn is het noodzakelijk om eerst een verdunningsreeks te maken. Hiervoor wordt het monster verdund met een fysiologische zoutoplossing. Met een verdunningsreeks kan vervolgens een telbare hoeveelheid worden gecreëerd.

## Kiemgetal melk
Het kiemgetal speelt een rol in de melkindustrie. Het kiemgetal van melk is het aantal kiemen, dus bacteriën, in een milliliter melk. De prijs van de melk daalt wanneer de waarde van het kiemgetal stijgt. Bij het ophalen van de melk van de boerderij wordt een monster genomen dat in een laboratorium wordt gecontroleerd op het kiemgetal. Een kiemgetal lager dan 20.000 kiemvormende eenheden per milliliter melk, is goed.
Oorzaken van een hoog kiemgetal in melk zijn onder andere
- uierontsteking,
- onvoldoende koeling,
- onvoldoende hygiëne,
  - onzorgvuldig melken,
  - geen of onvoldoende reinigingsmiddel,
  - water van de reiniging niet heet genoeg,
  - te weinig turbulentie bij de hoofdreiniging,
  - dode hoeken die niet worden bereikt bij de reiniging,
  - versleten onderdelen (onder andere tepelvoeringen).